# Monnikstapuit
De monnikstapuit (Oenanthe monacha) is een zangvogel uit de familie Muscicapidae (vliegenvangers).

## Kenmerken
De vogel is 15,5 tot 17 cm lang, een relatief grote tapuit met een lange snavel. Van boven ziet deze tapuit er uit als een witkruintapuit. De staart is wit,met alleen een gedeelte van de middelste staartpennen dat zwart is. Het mannetje van de witkruintapuit is echter zwart op de buik, deze tapuit heeft alleen een zwarte borstband. Het vrouwtje is bijna egaal grijs, op de borst iets lichter met een zweem van licht roestbruin.

## Verspreiding en leefgebied
Deze soort komt voor van oostelijk Egypte tot zuidwestelijk Pakistan. Het is daar een standvogel. Het leefgebied bestaat uit droge berggebieden en rotsige wadi's. Deze tapuit komt voor in gebieden die te kaal, te droog en te warm zijn voor andere soorten tapuiten.

## Status
De grootte van de populatie is niet gekwantificeerd. Men veronderstelt dat de soort in aantal stabiel is. Om deze redenen staat de monnikstapuit als niet bedreigd op de Rode Lijst van de IUCN.